# AA Luján de Cuyo
Asociación Atlético Luján de Cuyo – argentyński klub piłkarski z siedzibą w mieście Luján de Cuyo, będącym częścią zespołu miejskiego miasta Mendoza.

## Osiągnięcia
- Mistrz czwartej ligi (Torneo Argentino B): 1999/2000 (Chacras de Coria)
- Mistrz ligi regionalnej (Liga Mendocina): 
  - Luján Sport Club: 1980, 1985, 1992/1993 (Apertura), 1997/1998 (Clausura)
  - Chacras de Coria: 1995

## Historia
Klub Luján de Cuyo powstał 1 lipca 2000 roku w wyniku fuzji klubów Chacras de Coria, Lujan Sport Club i Mayor Drummond. Klub gra obecnie w trzeciej lidze argentyńskiej Torneo Argentino A i rozgrywa swoje mecze na stadionie Estadio El jardín del Bajo. Barwy klubu - fioletowe.